# Pays d'Aix Université Club handball
Maillots
Actualités
Dernière mise à jour : 7 juillet 2025.
Le Provence Aix Université Club Handball est un club masculin de handball basé à Aix-en-Provence en France. Le PAUC évolue en Division 1 depuis 2012 et possède une équipe réserve évoluant en Nationale 1. 

## Historique
C'est en 1955 que la section handball de l'Aix Université Club est créée. Grâce notamment à l'international Jean-Dominique Visioli, l'équipe juniors s'adjuge, en 1981, le titre régional et accède à la Nationale III. Dans la foulée, c'est l'équipe 1 qui en profite et accède à la Nationale II (D3) en 1984, un an après que Philippe Bana a décidé d'apporter son concours à l'entraînement du club.
À la fin des années 1980 (plus exactement de 1988 à 1991), le club omnisports subit des désagréments financiers, ce qui contraint sa section handball à retrouver le niveau régional. Mais le club reprend sa marche en avant et accède à la Nationale 1 (D2) en 1993. En dehors d'une brève relégation lors des saisons 2001-2002 et 2002-2003 (champion de France de N1), le club se maintient au plus haut niveau. L'appellation actuelle du club date de 2004, à la suite de la création de la Communauté d'agglomération du pays d'Aix.
Le 15 novembre 2010, Jérémy Roussel devient entraîneur du PAUC en remplacement de Didier de Samie qui était à la tête de l'équipe depuis 2008. Il mène alors le club au titre de champion de France de Pro D2 en 2012. Le club accède ainsi à la Division 1 pour la saison 2012-2013 saison au cours de laquelle le club recrute Luka Karabatic puis son frère Nikola en conséquence de l'« affaire des paris truqués ». Le bilan de ses deux recrues s'avère extrêmement positif : le PAUC, en position de relégable avant leurs arrivées avec seulement six points au compteur, finit la saison huitième ex æquo avec Sélestat et Ivry, affichant un total de 21 points. Le PAUC, qui n'avait gagné que deux matches lors de la phase aller, a un bilan avec Nikola Karabatic de six victoires (dont une victoire à Saint-Raphaël), trois matchs nuls (notamment face à Montpellier pour son deuxième match et au HBC Nantes) et quatre défaites (dont une défaite de deux buts à Chambéry et d'un but à Dunkerque), la dernière défaite intervenant à Créteil alors que le maintien était déjà assuré. À l'issue de la saison, Nikola est par ailleurs élu meilleur joueur de la saison.
En septembre 2013, Zvonimir Serdarušić rejoint le Pays d'Aix Université Club handball en tant que conseiller auprès du club pour une durée de 4 mois,. Puis, à la suite du limogeage de l'entraîneur Jérémy Roussel le 11 février 2014, Serdarušić signe un contrat de deux ans et demi en tant qu'entraîneur. Par la suite, il prend Marc Wiltberger comme adjoint grâce à sa connaissance du championnat de France et de sa maîtrise de la langue allemande. 
À la suite du départ de Zvonimir Serdarušić au Paris Saint-Germain Handball à l'intersaison 2015, Marc Wiltberger devient l'entraîneur principal du club. Le 22 novembre 2015, Wiltberger cède sa place à la tête de l'équipe première. L'entraîneur adjoint Didier de Samie assure alors l'intérim avant la  prise de fonction de Jérôme Fernandez qui a lieu la saison suivante.
La saison 2017-2018 est marquante pour le club pour plusieurs raisons :
- il s'agit de la première saison de Jérôme Fernandez comme entraîneur à temps plein
- deux recrues du club sont victimes de grave problème de santé : un cancer du système lymphatique est diagnostiqué à Théo Derot au cours de l'été puis le gardien de but Slaviša Đukanović est victime le 31 octobre d'un arrêt cardiaque lors d'un entraînement et est placé dans un coma artificiel, son état étant jugé préoccupant. Si Derot retrouve les terrains en fin de saison, Đukanović est lui contraint d'arrêter le sport de haut niveau.
- le 11 octobre 2017, le club inaugure sa nouvelle salle, l'Aréna du Pays d'Aix.
- les Aixois réalisent un parcours en dents de scie marqué par les victoires face au Paris Saint-Germain et au Montpellier Handball en Championnat mais aussi par les piteuses élimination en 1/16 de finale de Coupe de France par le Gazélec Ajaccio, club de N2 et en 1/4 de finale de Coupe de la Ligue par l'Istres Provence Handball, futur champion de D2. Pourtant, au terme de la dernière journée du championnat, le club se hisse à la 5e place en championnat, ce qui lui permet, sur dossier, de se qualifier pour la première fois en coupe d'Europe, la Coupe de l'EHF.

En 2020, Thierry Anti est nommé entraîneur et permet au club d’atteindre le meilleur classement de son histoire en finissant à la 4e place du Championnat de France 2020-2021 puis à la 3e place la saison suivante. Mais la saison 2022-2023 est de moins bonne facture : le club n'est que septième du Championnat (après notamment une lourde défaite à domicile face à Sélestat (31-25), bon dernier du classement) et n'est pas parvenu à sortir de la phase de groupes en Ligue européenne. En conséquence, Thierry Anti est écarté de son poste d’entraîneur principal à l’issue du match contre Nantes le samedi 4 mars et est remplacé par son adjoint, Benjamin Pavoni,. Bien que quatrième budget de D1, le club termine finalement à une bien peu reluisante 11e place et dans l'attente de l'arrivée du Suédois Magnus Andersson à l'été 2024, c'est Philippe Gardent qui occupe le poste d'entraîneur pour la saison 2023-2024,. Finalement, Andersson n'est pas libéré par Porto et c'est finalement Éric Forêts, adjoint de Gardent, qui devient entraineur principal, Philippe Gardent devenant le directeur sportif et Benjamin Pavoni l'entraîneur adjoint

## Saison par saison
| Saison    | Championnat         | Championnat | Championnat | Championnat | Championnat | Championnat | Championnat | Championnat | Championnat | Championnat | Coupes             | Coupes             | Coupes                     |
| Saison    | Division            | Rang        | MJ          | Pts         | G           | N           | P           | Bp          | Bc          | Diff        | France             | Ligue              | Europe                     |
| --------- | ------------------- | ----------- | ----------- | ----------- | ----------- | ----------- | ----------- | ----------- | ----------- | ----------- | ------------------ | ------------------ | -------------------------- |
| 1992-1993 | Nationale 1         | ?e          |             |             |             |             |             |             |             |             | Non qualifié       | Pas de compétition | Non qualifié               |
| 1993-1994 | Division 2          | 10e         | 26          | 47          | 8           | 5           | 13          | 526         | 538         | −12         | Non qualifié       | Pas de compétition | Non qualifié               |
| 1994-1995 | Division 2          | 14e         | 26          | 47          | 8           | 5           | 13          | 602         | 627         | −25         | Non qualifié       | Pas de compétition | Non qualifié               |
| 1995-1996 | Division 2          | 10e         |             |             |             |             |             |             |             |             | 1/32 de finale     | Pas de compétition | Non qualifié               |
| 1996-1997 | Division 2          | 10e         |             |             |             |             |             |             |             |             | ??                 | Pas de compétition | Non qualifié               |
| 1997-1998 | Division 2          | 10e         |             |             |             |             |             |             |             |             | ??                 | Pas de compétition | Non qualifié               |
| 1998-1999 | Division 2          | 9e          |             |             |             |             |             |             |             |             | ??                 | Pas de compétition | Non qualifié               |
| 1999-2000 | Division 2          | 10e         | 25          | 47          | 10          | 2           | 13          | 558         | 579         | -21         | ??                 | Pas de compétition | Non qualifié               |
| 2000-2001 | Division 2          | 26          | 13e         | 46          | 8           | 4           | 14          | 559         | 589         | −30         | 1/16 de finale     | Non qualifié       | Non qualifié               |
| 2001-2002 | Nationale 1 - Gr. B | 5e          |             |             |             |             |             |             |             |             | ??                 | Non qualifié       | Non qualifié               |
| 2002-2003 | Nationale 1 - Gr. B | 1er         |             |             |             |             |             |             |             |             | ??                 | Non qualifié       | Non qualifié               |
| 2003-2004 | Division 2          | 13e         | 30          | 55          | 12          | 1           | 17          | 696         | 722         | −12         | Pas de compétition | Non qualifié       | Non qualifié               |
| 2004-2005 | Division 2          | 13e         | 30          | 55          | 11          | 3           | 16          | 708         | 753         | −45         | 1/16 de finale     | Non qualifié       | Non qualifié               |
| 2005-2006 | Division 2          | 10e         | 30          | 57          | 13          | 1           | 16          | 661         | 685         | −24         | ??                 | Non qualifié       | Non qualifié               |
| 2006-2007 | Division 2          | 9e          | 32          | 63          | 13          | 5           | 14          | 818         | 816         | +2          | Finaliste          | Non qualifié       | Non qualifié               |
| 2007-2008 | Division 2          | 5e          | 30          | 65          | 14          | 9           | 7           | 786         | 746         | +40         | ??                 | Non qualifié       | Non qualifié               |
| 2008-2009 | Division 2          | 5e          | 26          | 56          | 14          | 2           | 10          | 653         | 613         | +40         | ??                 | Non qualifié       | Non qualifié               |
| 2009-2010 | Division 2          | 6e          | 26          | 55          | 14          | 1           | 11          | 700         | 694         | +6          | 1/16 de finale     | Non qualifié       | Non qualifié               |
| 2010-2011 | Division 2          | 5e          | 26          | 56          | 13          | 4           | 9           | 708         | 680         | +28         | 1/16 de finale     | Non qualifié       | Non qualifié               |
| 2011-2012 | Division 2          | 1er         | 26          | 69          | 20          | 3           | 3           | 800         | 695         | +105        | 1/16 de finale     | Non qualifié       | Non qualifié               |
| 2012-2013 | Division 1          | 9e          | 26          | 21          | 8           | 5           | 13          | 767         | 784         | −17         | 1/8 de finale      | 1er tour           | Non qualifié               |
| 2013-2014 | Division 1          | 9e          | 26          | 19          | 8           | 3           | 15          | 680         | 750         | −70         | 1/4 de finale      | 1er tour           | Non qualifié               |
| 2014-2015 | Division 1          | 12e         | 26          | 19          | 8           | 3           | 15          | 737         | 777         | −40         | 1/8 de finale      | 1er tour           | Non qualifié               |
| 2015-2016 | Division 1          | 12e         | 26          | 17          | 6           | 5           | 15          | 734         | 779         | −45         | 1/4 de finale      | 1er tour           | Non qualifié               |
| 2016-2017 | Division 1          | 8e          | 26          | 22          | 10          | 2           | 14          | 761         | 769         | −8          | 1/4 de finale      | 1er tour           | Non qualifié               |
| 2017-2018 | Division 1          | 5e          | 26          | 33          | 15          | 3           | 8           | 748         | 712         | +36         | 1/16 de finale     | 1/4 de finale      | Non qualifié               |
| 2018-2019 | Division 1          | 6e          | 28          | 26          | 14          | 0           | 12          | 697         | 666         | +31         | 1/4 de finale      | 1er tour           | C3 : 3e tour               |
| 2019-2020 | Division 1          | 6e          | 18          | 18          | 8           | 2           | 8           | 484         | 497         | −13         | 1/4 de finale      | 1/16 de finale     | C3 : Annulée (ph. groupes) |
| 2020-2021 | Division 1          | 4e          | 30          | 30          | 19          | 2           | 9           | 851         | 789         | +62         | non qualifié       | Pas de compétition | C3 : 1er tour qual.        |
| 2021-2022 | Division 1          | 3e          | 30          | 44          | 21          | 2           | 7           | 900         | 840         | +60         | 1/4 de finale      | 1/4 de finale      | C3 : phase de groupes      |
| 2022-2023 | Division 1          | 11e         | 30          | 24          | 11          | 2           | 17          | 874         | 922         | −48         | Demi-finale        | Pas de compétition | C3 : phase de groupes      |
| 2023-2024 | Division 1          | en cours    | en cours    | en cours    | en cours    | en cours    | en cours    | en cours    | en cours    | en cours    | 1/16 de finale     | Pas de compétition | Non qualifié               |

Légende
- Promotion en division supérieure.
- Relégation en division inférieure.

## Effectif

### Transferts
Transferts pour la saison 2022–23
| Arrivées - Xavier Labigang, ailier gauche, en provenance de Grand Besançon DHB - Gerdas Babarskas, arrière gauche, en provenance de Chambéry SMB HB - Diogo Silva (es), arrière droit, en provenance de FC Porto - Youssef Benali, pivot, en provenance de FC Barcelone - Tomás Moreira, pivot, en provenance de Ciudad de Logroño - Adrien Vergely, pivot, en provenance de Valence Handball | Départs - Karl Konan, arrière gauche, à destination de Montpellier Handball - Micke Brasseleur, arrière droit, à destination de HC Dobrogea Sud Constanța - Iñaki Peciña, pivot, à destination de Chambéry SMB HB - Marko Račić, pivot, à destination de Nexe Našice - Théo Clarac, pivot, à destination de Bruges Lormont HB |

## Personnalités liées au club

### Joueurs notables
Parmi les joueurs ayant évolué au club, on trouve :
- Ayoub Abdi
- William Accambray
- Juan Andreu Candau
- Baptiste Bonnefond
- Nicolas Claire
- Jean-Marc Camboulives
- Jean-Jacques Cochard
- Jérôme Fernandez
- Bernard Gaffet
- Iosu Goñi Leoz
- Abdérazak Hamad
- Samuel Honrubia
- Mickael Illès
- Philippe Julia
- Luka Karabatic
- Nikola Karabatic
- Karl Konan
- Kristján Örn Kristjánsson
- Tahar Labane
- Romain Lagarde
- Gabriel Loesch
- Aymeric Minne
- Bhakti Ong (1986-1989)
- Matthieu Ong
- Wesley Pardin
- Iñaki Peciña
- Yohann Ploquin
- Éric Quintin
- Jean-Dominique Visioli (1977-198x)
- Sid Ali Yahia
- Ali Zein

Quelques joueurs sous le maillot du PAUC
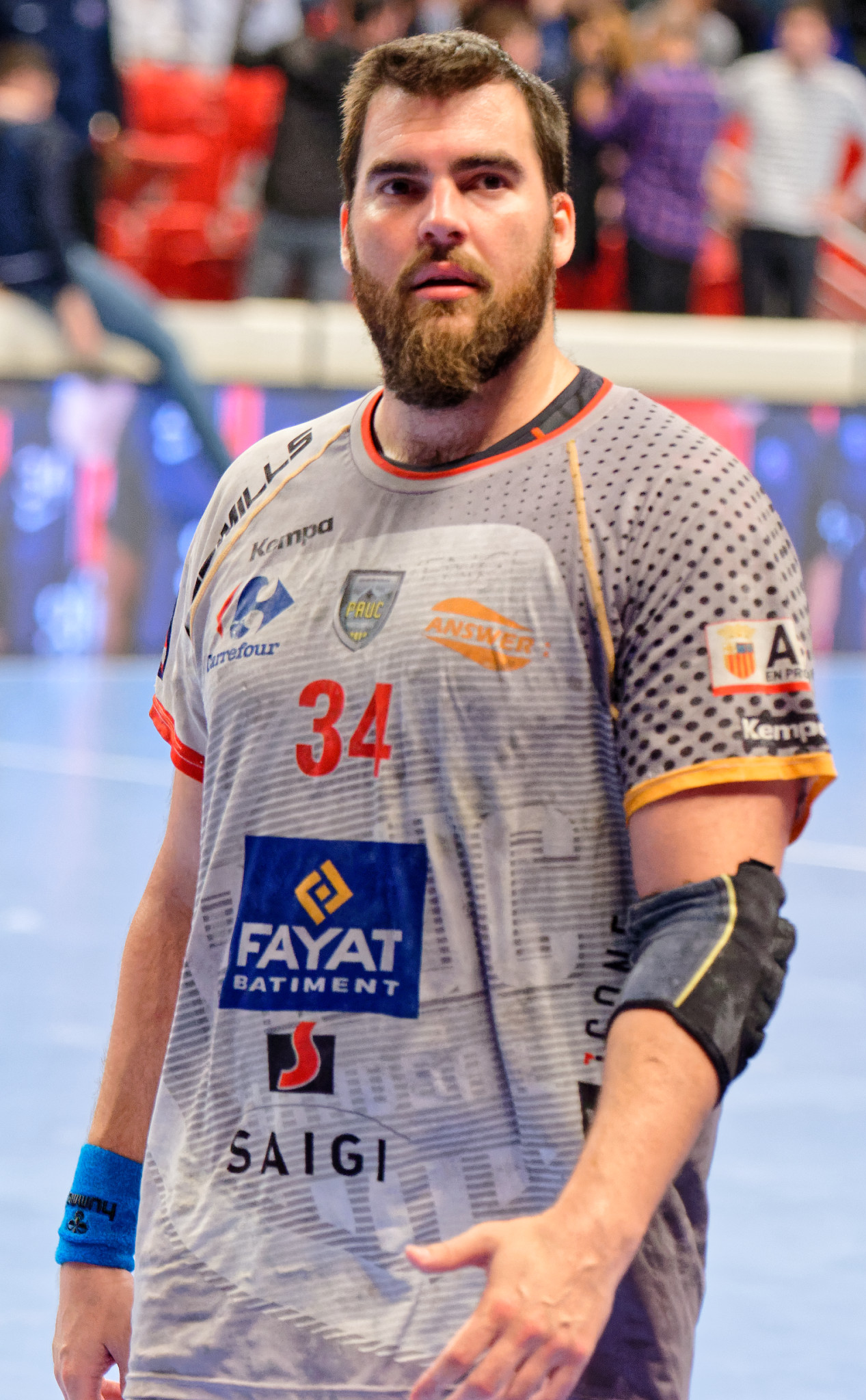
Juan Andreu Candau en 2016.
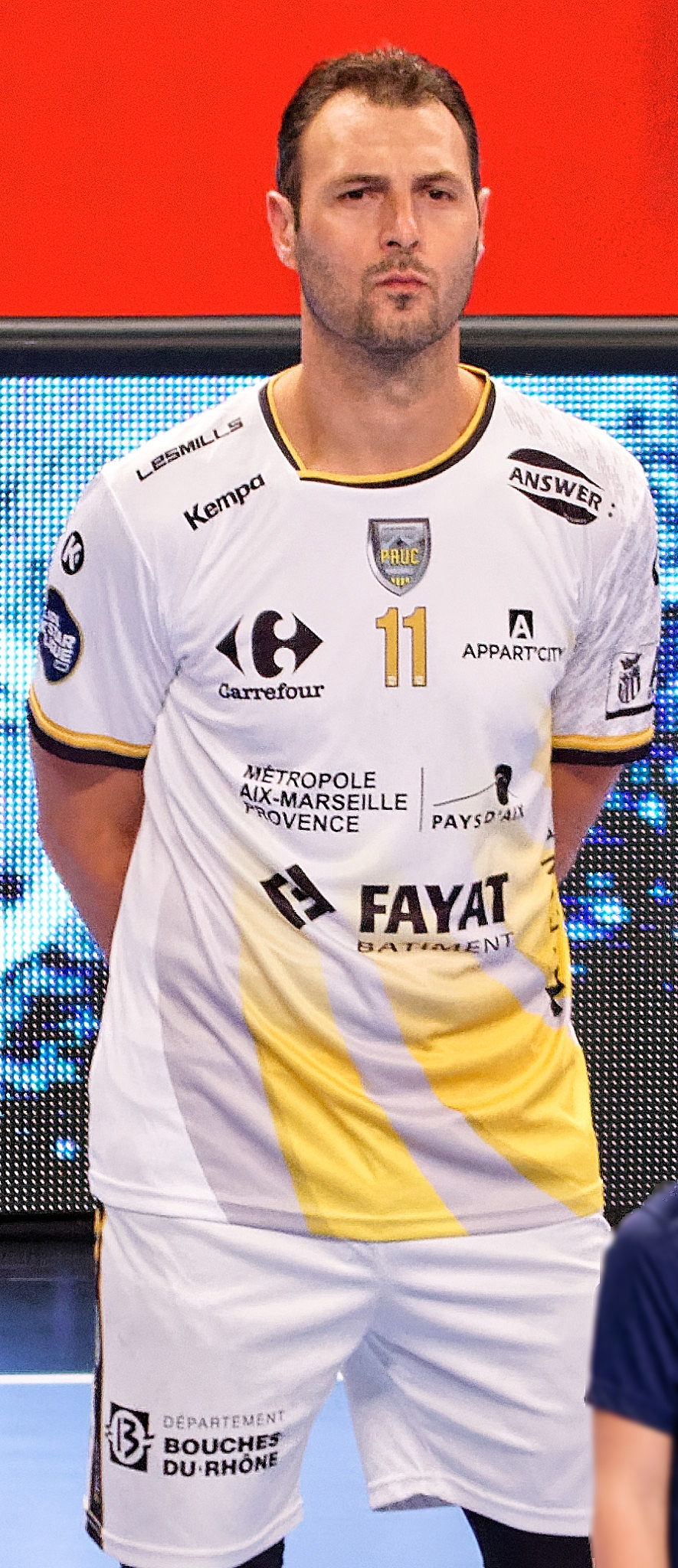
Jérôme Fernandez en 2016.
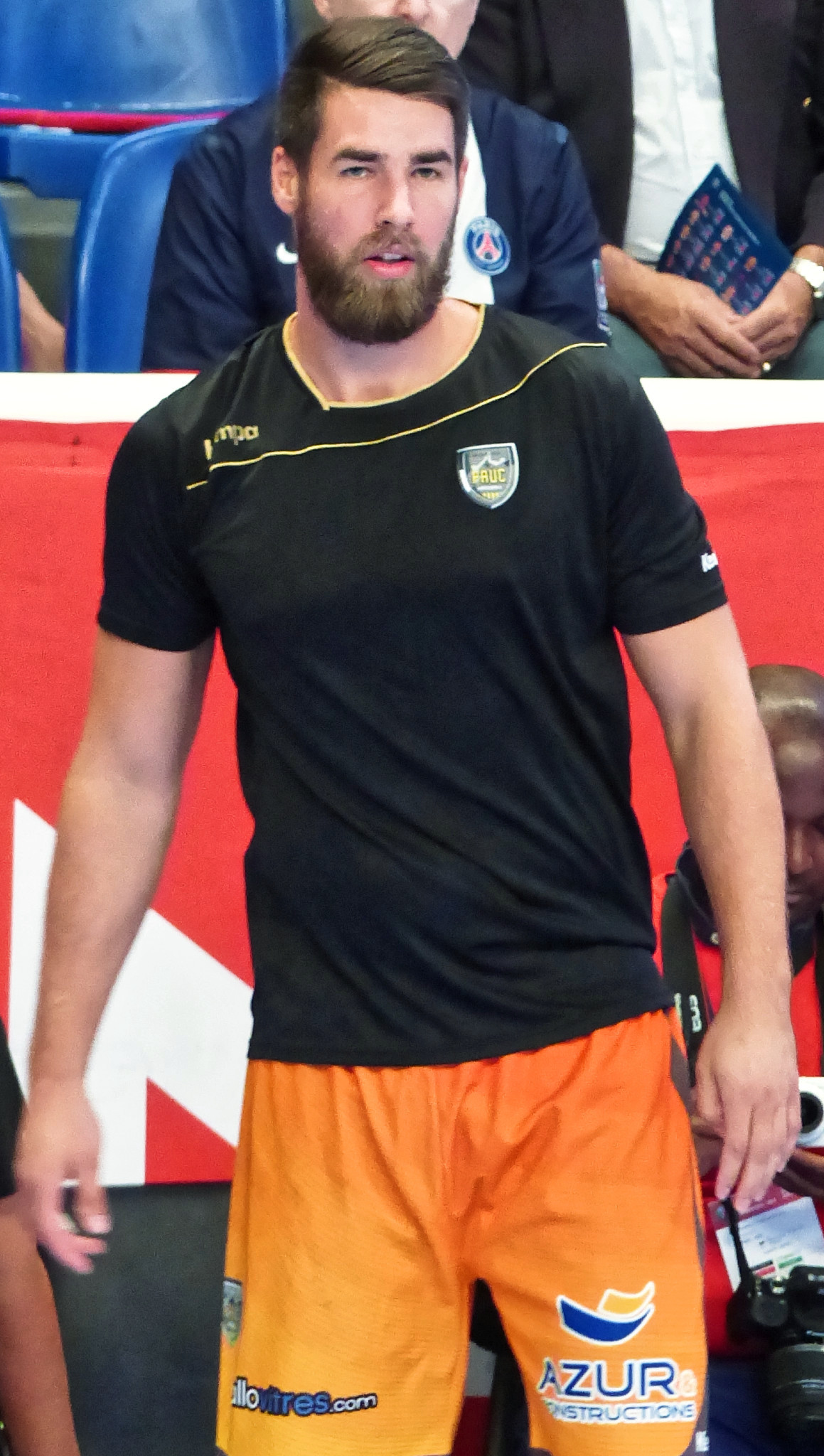
Luka Karabatic en 2014.
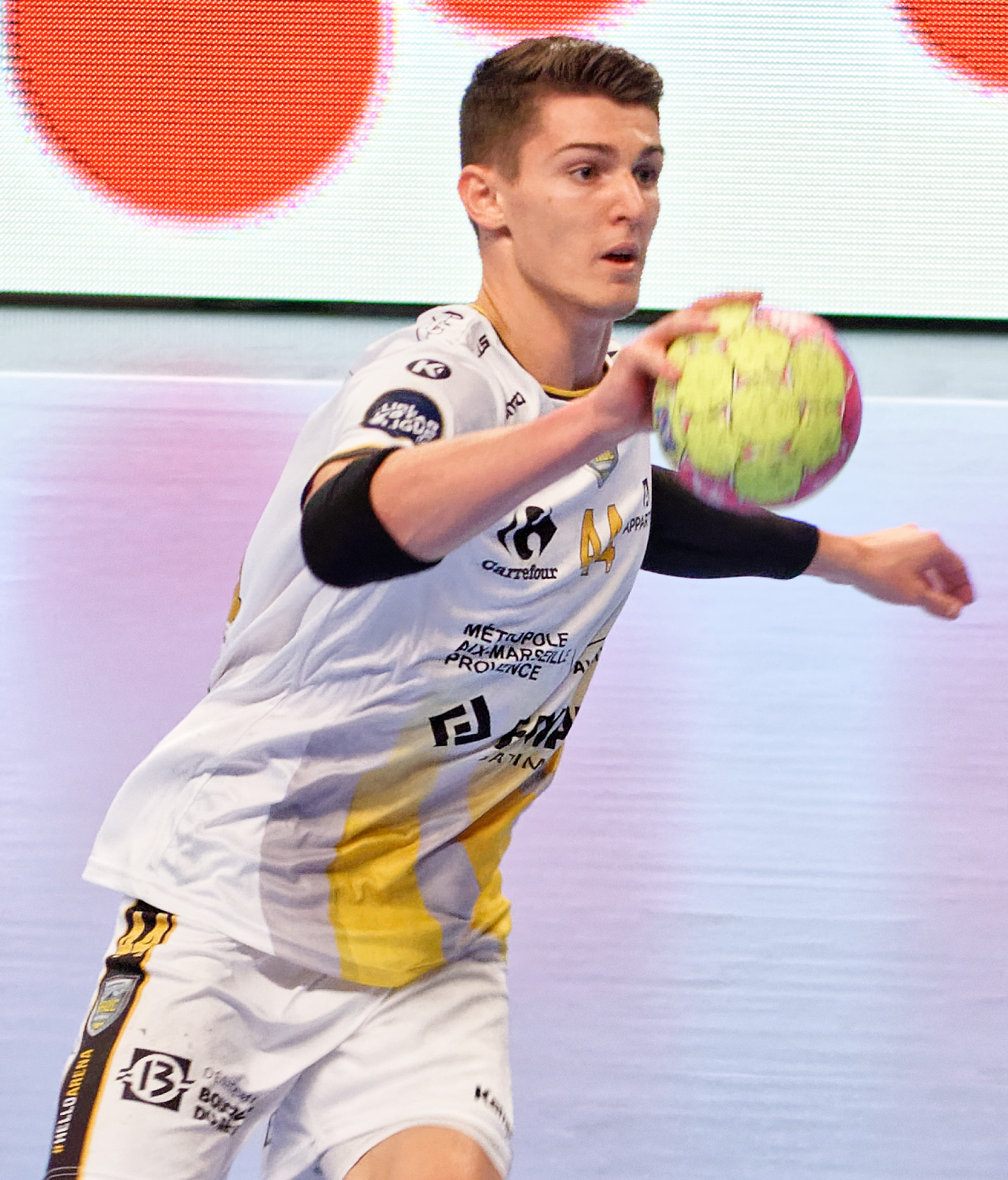
Aymeric Minne en 2016.

### Entraîneurs
Les entraîneurs du club sont :

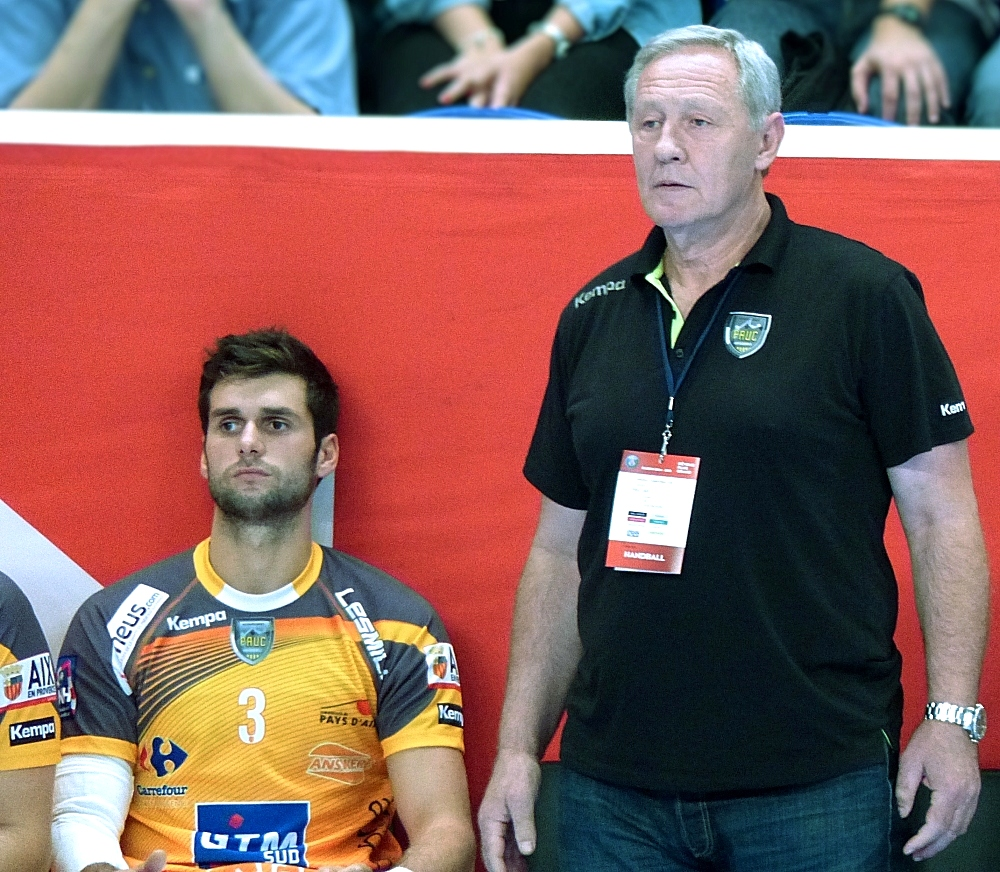
Zvonimir Serdarušić, entraîneur de février 2014 à 2015.

- Philippe Bana : de 1983 à 1985[3]
- Jean-Dominique Visioli : de ? à ?
- Michel Cicut : de 1991 à 1995[24]
- Tomislav Križanović : de 1995 à 1996
- Michel Salomez : de 1996 à ? (manager général)[2]
- Éric Quintin : de 1996 à 2005
- Thémistocle Agostini : de ? à 2005[25]
- Philippe Julia : de 2005 à 2008[25]
- Didier de Samie : de 2008[5] au 15 novembre 2010
- Jérémy Roussel : du 15 novembre 2010[4] au 7 février 2014
- Zvonimir Serdarušić : du 11 février 2014 à juin 2015
- Marc Wiltberger : de juillet au 22 novembre 2015
- Didier de Samie : du 22 novembre 2015 à 2016
- Jérôme Fernandez : de 2016 à 2020
- Thierry Anti : de 2020 à mars 2023
- Benjamin Pavoni : de mars à mai 2023 (intérim)
- Philippe Gardent : de 2023 à 2024
- Éric Forêts : depuis 2024
  -  Benjamin Pavoni : adjoint depuis 2024
  -  Philippe Gardent : directeur sportif depuis 2024

## Infrastructures
Depuis 2017 le club dispute ses matchs à domicile à l'Aréna du Pays d'Aix. De 2012 à 2017 il les disputait au Complexe sportif du val de l'arc. Avant cela, le club évoluait au gymnase Louison-Bobet d'Aix-en-Provence.